# Німецьке фізичне товариство
Німецьке фізичне товариство (нім. Deutsche Physikalische Gesellschaft DPG) — найбільша у світі організація фізиків. На 2012 рік у ній було 62 тисячі членів. Товариством проводиться щорічна конференція (Jahrestagung) і декілька весняних конференцій (Frühjahrstagungen), які відбуваються в різних місцях та присвячуються різній тематиці.

## Конференції
DPG не проводить жодних досліджень, але його конференції сприяють обміну інформацією про найновіші досягнення в галузі фізики. Традиційні весняні зустрічі, які DPG проводить щороку в різних місцях по всій країні, є одними з найбільших конференцій з фізики в Європі, в яких беруть участь близько 10 000 експертів з Німеччини та з-за кордону. Підтримка молодих талантів є ще одним центральним завданням DPG: його конференції надають платформу, зокрема, для молодих вчених. Конференції надають студентам можливість особисто зустрітися з відомими вченими. DPG також керує загальнонаціональною мережею для студентів-фізиків у робочій групі; Young DPG. Жінки-фізики мають власний форум на щорічній Німецькій конференції жінок-фізиків. У партнерстві з Бонн-Кельнською вищою школою фізики та астрономії (BCGS) DPG також надає студентам школи платформу для спілкування з лідерами в цій галузі на щорічному семінарі вихідного дня BCGS: виїзному семінарі з лекціями з фізики в кількох напрямках, включаючи екскурсії та соціальні заходи. 

## Нагороди Товариства
- Медаль імені Макса Планка
- Медаль Штерна–Герлаха[en]
- Премія Густава Герца[de]
- Премія Отто Гана
- Медаль і премія Макса Борна
- Премія з фізики Маріана Смолуховського і Еміля Варбурга[de]
- Премія Гентнера–Кастлера[de]
- Премія Вальтера Шотткі[de]

## Президенти товариства
- 1845–1847 — Густав Карстен[en]
- 1847–1878 — Еміль Дюбуа-Реймон
- 1878–1895 — Герман фон Гельмгольц
- 1895–1897 — Вільгельм фон Бецольд[en]
- 1897–1905 — Еміль Варбург[en]
- 1905–1906 — Макс Планк
- 1906 — Пауль Друде[en]
- 1906–1907 — Макс Планк
- 1907–1908 — Генріх Рубенс[en]
- 1908–1909 — Макс Планк
- 1909–1910 — Генріх Рубенс[en]
- 1910–1912 — Фердинанд Курльбаум[en]
- 1912–1914 — Генріх Рубенс[en]
- 1914–1915 — Фріц Габер
- 1915–1916 — Макс Планк
- 1916–1918 — Альберт Ейнштейн[6]
- 1918–1919 — Макс Він[en]
- 1919–1920 — Арнольд Зоммерфельд[7][8]
- 1920–1922 — Вільгельм Він
- 1922–1924 — Франц Хімштет[de]
- 1924–1925 — Макс Він[en]
- 1925–1927 — Фрідріх Пашен
- 1927–1929 — Генріх Конен[en]
- 1929–1931 — Еґон Швейдлер[en]
- 1931–1933 — Макс фон Лауе
- 1933–1935 — Карл Мей[en]
- 1935–1937 — Йонатан Ценек[en]
- 1937–1939 — Петер Дебай
- 1939–1940 — Йонатан Ценек[en]
- 1940–1945 — Карл Рамзауер[en]
- 1950–1951 — Йонатан Ценек[en]
- 1952–1954 — Карл А. Вольф[de]
- 1954 — Ріхард Бекер[en]
- 1955 — Карл А. Вольф[de]
- 1956–1957 — Вальтер Герлах[9]
- 1958–1959 — Фердінанд Тренделенбург[de]
- 1960–1961 — Вильгельм Вальхер[en]
- 1962–1963 — Конрад Рутхарт[de]
- 1964–1965 — Фрідріх Бопп[en]
- 1966–1967 — Вольфганг Фінкельнбург[en][10]
- 1968–1969 — Мартін Керстен[de]
- 1970–1971 — Карл Ганцгорн[de]
- 1972–1973 — Вернер Букель[de]
- 1974–1975 — Отто Кох[de]
- 1976–1977 — Ганц-Йоахім Квейсер[en]
- 1978–1979 — Генріх Велькер[en]
- 1980–1981 — Горст Рольнік[de]
- 1982–1983 — Ганц-Йоахім Шмідт-Тідеманн[de]
- 1984–1986 — Йоахім Тройш[de]
- 1986–1988 — Йоахім Трюмпер[de]
- 1988–1990 — Отто Г. Фольберт[de]
- 1990–1992 — Тео Маєр-Кукук[de]
- 1992–1994 — Гервіг Шоппер[en]
- 1994–1996 — Ганс-Гюнтер Даніельмеєр[de]
- 1996–1998 — Маркус Шворер[de]
- 1998–2000 — Александер М. Бредшоу[en]
- 2000–2002 — Дірк Бастінг[de]
- 2002–2004 — Роланд Зауербрей[de]
- 2004–2006 — Кнут Урбан[en]
- 2006–2008 — Ебергард Умбах[en]
- 2008–2010 — Герд Літфін[de]
- 2010–2012 — Вольфганг Занднер[en]
- 2012–2014 — Йоганна Штахель[de]
- 2014–2016 — Едвард Георг Крубасік[de]
- 2016–2018 — Rolf-Dieter Heuer[en]
- 2018–2020 — Dieter Meschede[de]

## Наукові видання
Наукові видання Німецького фізичного товариства включають:
- Berichte der Deutschen Physikalischen Gesellschaft
- Verhandlungen der Deutschen Physikalischen Gesellschaft
- Physik Journal[en] (до 2002 мав назву Physikalische Blätter[en])
- Fortschritte der Physik
- Zeitschrift für Physik